# Bonnie Bedelia
Bonnie Bedelia Culkin (ur. 25 marca 1948 w Nowym Jorku) – amerykańska aktorka. Występowała jako Holly McClane, żona głównego bohatera Johna McClane’a (Bruce Willis) w dreszczowcu sensacyjnym Szklana pułapka (1988) i jego sequelu Szklana pułapka 2 (1990).

## Życiorys

### Wczesne lata
Urodziła się na nowojorskim Manhattanie jako córka Mariany Ethel (z domu Wagner; 1914–1964), pisarki / redaktorki, i Philipa Harleya Culkina (1898–1977), dziennikarza, który zajmował się public relations. Urodziła się w trudnym okresie finansowym, kiedy firma jej ojca zbankrutowała, i przebywali w mieszkaniu z zimną wodę. Jej matka zmarła, gdy miała 14 lat, a jej ojciec zmarł wkrótce potem. Miała siostrę Candice oraz dwóch braci – Terry’ego i Christophera Corneliusa „Kita” (ur. 6 grudnia 1944). Jej bratankami i bratanicami są bracia Macaulay Culkin, Kieran Culkin, Rory Culkin, Christian Culkin, Shane Culkin oraz siostry Quinn Culkin i Dakota Culkin. Uczyła się tańca w School of American Ballet. Studiowała aktorstwo w Herbert Berghof Studio w Greenwich Village.

### Kariera
Początkowo studiowała balet i wystąpiła w kilku produkcjach z New York City Ballet, w tym w Dziadku do orzechów. Jej jedyną taneczną rolą na ekranie była rola Clary w telewizyjnej produkcji Playhouse 90 Dziadek do orzechów (1958) George’a Balanchine’a. Karierę aktorską zaczęła jako nastolatka, przez 6 lat grając postać Sandy Porter w operze mydlanej CBS Love of Life (1961–1967).
W 1962 wystąpiła na Broadwayu w roli Cathy Lanen w sztuce Wyspa dzieci u boku Jamesa Aubreya. Kreacja Marlene Chambers w przedstawieniu broadwayowskim Mój słodki Charlie przyniosła jej nagrodę Theatre World.
Na kinowym ekranie zadebiutowała jako Annie Burk w dramacie psychologicznym Johna Frankenheimera Cyrk straceńców (1969). Później zwróciła na siebie uwagę jako ciężarna tancerka maratonu w dramacie Sydneya Pollacka Czyż nie dobija się koni? (1969) z Jane Fondą. W 1984 za rolę Shirley Muldowney w dramacie Serce do jazdy (1983) otrzymała nominację do Złotego Globu dla najlepszej aktorki w filmie dramatycznym. Jako Pam Marshetta w komediodramacie Książę Pensylwanii (The Prince of Pennsylvania, 1988) z Keanu Reevesem była nominowana do nagrody Independent Spirit Awards w kategorii najlepsza drugoplanowa rola żeńska. W dramacie kryminalnym Alana J. Pakuli Uznany za niewinnego (1990) zagrała żonę cenionego prokuratora (Harrison Ford). Za rolę Sally Creighton w odcinku serialu Showtime Upadłe anioły (Fallen Angels) pt. Cichy pokój (The Quiet Room, 1993) zdobyła nominację do nagrody Emmy.

## Życie prywatne
Była trzykrotnie zamężna. 15 kwietnia 1969 poślubiła Kennetha Lubera, z którym ma dwóch synów – Jonaha i Uriego. W 1980 doszło do rozwodu. Od 24 maja 1975 do czerwca 1975 jej mężem był James Tefler. W 1995 zawarła związek małżeński z Michaelem McRae.

## Filmografia
- Cyrk straceńców (1969) jako Annie Burke
- Czyż nie dobija się koni? (1969) jako Ruby
- Miasteczko Salem (1979) jako Susan Norton
- Serce do jazdy (1983) jako Shirley Muldowney
- Fiołki są błękitne (1986) jako Ruth Squires
- O chłopcu, który umiał latać (1986) jako Charlene
- Książę Pensylwanii (1988) jako Pam Mrshetta
- Szklana pułapka (1988) jako Holly McClane
- Projekt Manhattan (1989) jako Kitty Oppenheimer
- Szklana pułapka 2 (1990) jako Holly McClane
- Uznany za niewinnego (1990) jako Barbara Sabich
- Zamienione przy urodzeniu (1991) jako Regina Twigg
- Sprzedawca śmierci (1993) jako Polly Chalmers
- Miłosne wybory (1994) jako Annette
- Fatalny romans (1996) jako dr Diane Weston
- Odzyskane życie (1998) jako Iris
- W pułapce milczenia (1999) jako Lydia
- Wszędzie byle nie tu (1999) jako Carol
- Gloria (1999) jako Brenda
- Kwiaty dla Algernona (2000) jako Rose